# Cosimo di Giulio de' Medici
Cosimo de' Medici (1550 circa – 1630 circa) era il figlio naturale di Giulio di Alessandro de' Medici.

## Biografia
Appenteneva al ramo dei Medici dichiarato non capace per la successione, discendente dal Duca Alessandro de' Medici, suo nonno.
Come il padre fu Cavaliere dell'Ordine di Santo Stefano, e abbiamo sue notizie attorno al 1600 della sua presenza nelle missioni per la conquista di Laiazzo e Anamur nel Medio Oriente. Sposò Lucrezia Gaetani, da cui ebbe Angelica de' Medici.

## Ascendenza
|                                        |   |                                                                       | Genitori                                           |  |  | Nonni |  |  | Bisnonni                           |  |  | Trisnonni                            |  |
|                                        |   |                                                                       |                                                    |  |  |       |  |  | Lorenzo de' Medici, duca di Urbino |  |  | Piero de' Medici, signore di Firenze |  |
|                                        |   |                                                                       |                                                    |  |  |       |  |  | Lorenzo de' Medici, duca di Urbino |  |  | Piero de' Medici, signore di Firenze |  |
|                                        |   | Alfonsina Orsini                                                      |                                                    |  |  |       |  |  | Lorenzo de' Medici, duca di Urbino |  |  |                                      |  |
| Alessandro de' Medici, duca di Firenze |   |                                                                       |                                                    |  |  |       |  |  | Lorenzo de' Medici, duca di Urbino |  |  |                                      |  |
|                                        |   | Simonetta da Collevecchio                                             | …                                                  |  |  |       |  |  |                                    |  |  |                                      |  |
|                                        |   | Simonetta da Collevecchio                                             | …                                                  |  |  |       |  |  |                                    |  |  |                                      |  |
|                                        |   | Simonetta da Collevecchio                                             | …                                                  |  |  |       |  |  |                                    |  |  |                                      |  |
| Giulio de' Medici                      |   | Simonetta da Collevecchio                                             |                                                    |  |  |       |  |  |                                    |  |  |                                      |  |
|                                        |   | Antonio Alberico II Malaspina, marchese di Massa e Signore di Carrara | Giacomo I Malaspina, marchese di Fosdinovo         |  |  |       |  |  |                                    |  |  |                                      |  |
|                                        |   | Antonio Alberico II Malaspina, marchese di Massa e Signore di Carrara | Giacomo I Malaspina, marchese di Fosdinovo         |  |  |       |  |  |                                    |  |  |                                      |  |
|                                        |   | Antonio Alberico II Malaspina, marchese di Massa e Signore di Carrara | Taddea Pico della Mirandola                        |  |  |       |  |  |                                    |  |  |                                      |  |
| Taddea Malaspina                       |   | Antonio Alberico II Malaspina, marchese di Massa e Signore di Carrara |                                                    |  |  |       |  |  |                                    |  |  |                                      |  |
|                                        |   | Lucrezia d'Este                                                       | Sigismondo I d'Este, signore di San Martino in Rio |  |  |       |  |  |                                    |  |  |                                      |  |
|                                        |   | Lucrezia d'Este                                                       | Sigismondo I d'Este, signore di San Martino in Rio |  |  |       |  |  |                                    |  |  |                                      |  |
|                                        |   | Lucrezia d'Este                                                       | Pizzocara                                          |  |  |       |  |  |                                    |  |  |                                      |  |
| Cosimo de' Medici                      |   | Lucrezia d'Este                                                       |                                                    |  |  |       |  |  |                                    |  |  |                                      |  |
|                                        | … | …                                                                     |                                                    |  |  |       |  |  |                                    |  |  |                                      |  |
|                                        | … | …                                                                     |                                                    |  |  |       |  |  |                                    |  |  |                                      |  |
|                                        | … | …                                                                     |                                                    |  |  |       |  |  |                                    |  |  |                                      |  |
| …                                      | … |                                                                       |                                                    |  |  |       |  |  |                                    |  |  |                                      |  |
|                                        |   | …                                                                     | …                                                  |  |  |       |  |  |                                    |  |  |                                      |  |
|                                        |   | …                                                                     | …                                                  |  |  |       |  |  |                                    |  |  |                                      |  |
|                                        |   | …                                                                     | …                                                  |  |  |       |  |  |                                    |  |  |                                      |  |
| …                                      |   | …                                                                     |                                                    |  |  |       |  |  |                                    |  |  |                                      |  |
|                                        |   | …                                                                     | …                                                  |  |  |       |  |  |                                    |  |  |                                      |  |
|                                        |   | …                                                                     | …                                                  |  |  |       |  |  |                                    |  |  |                                      |  |
|                                        |   | …                                                                     | …                                                  |  |  |       |  |  |                                    |  |  |                                      |  |
| …                                      |   | …                                                                     |                                                    |  |  |       |  |  |                                    |  |  |                                      |  |
|                                        |   | …                                                                     | …                                                  |  |  |       |  |  |                                    |  |  |                                      |  |
|                                        |   | …                                                                     | …                                                  |  |  |       |  |  |                                    |  |  |                                      |  |
|                                        |   | …                                                                     | …                                                  |  |  |       |  |  |                                    |  |  |                                      |  |
|                                        |   | …                                                                     |                                                    |  |  |       |  |  |                                    |  |  |                                      |  |